# الشعيبات (أسلم)

تعديل مصدري - تعديل

الشعيبات هي إحدى قرى عزلة أسلم الوسط بمديرية أسلم التابعة لمحافظة حجة، بلغ تعداد سكانها 197 نسمة حسب تعداد اليمن لعام 2004.